# Arquidiocese de Monterrey
A Arquidiocese de Monterrey (Archidioecesis Monterreyensis) é uma arquidiocese da Igreja Católica com sede na cidade de Monterrey, no estado de Jalisco. Foi estabelecida como diocese em 1777, sendo elevada à condição atual em 1891. Com área de 17,886 km² e cerca de 4,5 milhões de fiéis, tem como sé a Catedral de Monterrey.

## História
A Diocese de Linares ou Nuevo León (mas com sede em Monterrey) foi erigida pela bula Relata Semper do Papa Pio VI em 15 de dezembro de 1777. O território da diocese foi tomado das Dioceses do México, Michoacán e, principalmente, Guadalajara. Abrangia os estados modernos de Nuevo León, Coahuila, Tamaulipas e Texas. Foi primeiramente chamada de "Diocese de Linares" (não confundir com a atual Diocese de Linares), depois Linares-Monterrey. Em 1891 tornou-se uma Arquidiocese Metropolitana. Seu nome foi mudado para Monterrey em 9 de junho de 1922.

## Prelados
| #                        | Nome                                            | Período    | Notas                                  |
| Arcebispos               | Arcebispos                                      | Arcebispos | Arcebispos                             |
| ------------------------ | ----------------------------------------------- | ---------- | -------------------------------------- |
| 12º                      | Rogelio Cabrera López                           | 2012-      | Atual                                  |
| 11º                      | Francisco Cardeal Robles Ortega                 | 2003-2011  | Nomeado Arcebispo de Guadalajara       |
| 10º                      | Adolfo Antonio Cardeal Suárez Rivera            | 1983-2003  |                                        |
| 9º                       | José de Jesús Tirado Pedraza                    | 1976-1983  |                                        |
| 8º                       | Alfonso Espino y Silva                          | 1952-1976  |                                        |
| 7º                       | Guillermo Tritschler y Córdoba                  | 1941-1952  |                                        |
| 6º                       | José Guadalupe Ortíz y López                    | 1929-1940  |                                        |
| 5º                       | José Juan de Jésus Herrera y Piña               | 1921-1927  |                                        |
| 4º                       | Francisco Plancarte y Navarrette                | 1911-1920  |                                        |
| 3º                       | Leopoldo Ruiz y Flóres                          | 1907-1911  | Nomeado Arcebispo de Morelia           |
| 2º                       | Santiago de los Santos Garza Zambrano           | 1900-1907  |                                        |
| 1º                       | Jacinto López y Romo                            | 1891-1899  | Nomeado Arcebispo de Guadalajara       |
| Arcebispo-coadjutor      |                                                 |            |                                        |
|                          | Alfonso Espino y Silva                          | 1951-1952  |                                        |
| Bispos                   |                                                 |            |                                        |
| 11º                      | Jacinto López y Romo                            | 1886–1891  |                                        |
| 10º                      | Blasius Enciso, O.S.A.                          | 1884–1885  |                                        |
| 9º                       | Jose Maria Ignacio Montes de Oca y Obregón      | 1879–1884  | Nomeado Bispo de San Luis Potosí       |
| 8º                       | Francisco de Paula Verea y González             | 1853–1879  | Nomeado Bispo de Puebla de los Ángeles |
| 7º                       | Salvador de Apodaca y Loreto                    | 1842-1844  |                                        |
| 6º                       | José María de Jesús Belaunzarán y Ureña, O.F.M. | 1831-1839  |                                        |
| 5º                       | José Ignacio de Arancibia y Hormaguei, O.F.M.   | 1817-1821  |                                        |
| 4º                       | Primo Feliciano Marín y Porras, O.F.M.          | 1801-1815  |                                        |
| 3º                       | Andrés Ambrosio de Llanos y Valdés, O.F.M.      | 1791-1799  |                                        |
| 2º                       | Rafael José Verger y Suau, O.F.M.               | 1782-1790  |                                        |
| 1º                       | Juan Antonio de Jesús Sacedón Sánchez, O.F.M.   | 1778-1779  |                                        |
| Bispos-auxiliares        |                                                 |            |                                        |
|                          | Carlos Alberto Santos García                    | 2023-      | Atual                                  |
|                          | Juan Carlos Arcq Guzmán                         | 2020-2024  | Nomeado Bispo de Tacámbaro             |
|                          | José Manuel Garza Madero                        | 2020-      | Atual                                  |
|                          | César Garza Miranda, O.F.M.                     | 2020-      | Atual                                  |
|                          | Heriberto Cavazos Pérez                         | 2016-2023  | Bispo auxiliar emérito                 |
|                          | Oscar Efraín Tamez Villarreal                   | 2016-2021  | Nomeado Bispo de Ciudad Victoria       |
|                          | Alfonso Gerardo Miranda Guardiola               | 2014-2024  | Nomeado Bispo de Piedras Negras        |
|                          | Juan Armando Pérez Talamantes                   | 2014-      | Atual                                  |
|                          | Jorge Alberto Cavazos Arizpe                    | 2009-2016  | Nomeado Bispo de San Juan de los Lagos |
|                          | Alfonso Cortés Contreras                        | 2005-2009  | Nomeado Bispo de Cuernavaca            |
|                          | Gustavo Rodriguez Vega                          | 2001-2008  | Nomeado Bispo de Nuevo Laredo          |
|                          | José Lizares Estrada                            | 1987-2009  |                                        |
|                          | Alfonso de Jesús Hinojosa Berrones              | 1985-2000  |                                        |
|                          | Luis Reynoso Cervantes                          | 1978-1982  | Nomeado Bispo de Ciudad Obregón        |
|                          | José de Jesús Tirado Pedraza                    | 1973-1976  | Elevado a Arcebispo                    |
|                          | José Guadalupe Ortíz y López                    | 1926-1929  | Elevado a Arcebispo                    |
| Administrador Apostólico |                                                 |            |                                        |
|                          | Jorge Alberto Cavazos Arizpe                    | 2012       | Bispo-auxiliar da mesma                |